# کارلوس (مینی‌سریال)
کارلوس (به انگلیسی: Carlos) که به نام کارلوس شغال (Carlos the Jackal) نیز شناخته می‌شود، یک فیلم/مینی‌سریال زندگی‌نامه‌ای فرانسوی-آلمانی است دربارهٔ زندگی کارلوس (ایلیچ رامیرز سانچز) تروریست ونزوئلایی که از اولین سری حملاتش در سال ۱۹۷۳ تا بازداشتش در ۱۹۹۴ را پوشش می‌دهد. نخستین بار به‌صورت مینی‌سریال تلویزیونی سه قسمته در شبکهٔ پولی فرانسویِ کانال + به‌روی آنتن رفت. در همان روز نسخهٔ کامل ۵۱/۲ ساعتهٔ آن که پیش‌تر در بخش مسابقه‌ای جشنواره فیلم کن ۲۰۱۰ به‌نمایش درآمده‌بود هم منتشر شد.